# Ljubica Vukomanović
Ljubica Vukomanović, född 1788, död 1843, var furstinna av Serbien, gift 1805 med furst Miloš Obrenović I av Serbien.
Ljubica blev furstinna då maken valdes till furste 1817. Hon var politiskt aktiv men hade ett instabilt förhållande till maken. Paret levde tidvis separerade och makens otrohet ledde till häftiga konflikter; vid ett tillfälle attackerade hon en av hans älskarinnor och var nära att döda henne.